# Пугачёв, Емельян Иванович
Емелья́н Ива́нович Пугачёв (1742[…], Зимовейская, Воронежская губерния — 10 [21] января 1775, Москва) — донской казак, предводитель Крестьянской войны 1773—1775 годов в России.

## Биография

### Ранние годы
Емельян Пугачёв родился в станице Зимовейской Донской области (ныне Котельниковский район Волгоградской области). В советской исторической литературе особо подчёркивалось, что за сто лет до рождения Пугачёва в Зимовейской родился другой предводитель широкого казачьего выступления — Степан Разин. Год рождения Емельяна Пугачёва документально не установлен. В 1774 году Пугачёв в ходе показаний следователю Маврину в Яицком городке говорил: «От роду мне 32 года». На следствии в Москве обер-секретарь Степан Шешковский также записал: «Считает себе тридцать третей год». При этом известно, что, будучи в бегах, при получении паспорта на форпосте Добрянском Пугачёв заявил о том, что ему 40 лет. Этот же возраст он указал при аресте после первой своей поездки к яицким казакам в 1772 году. Большинство историков всё же, сопоставляя различные вехи биографии Пугачёва с историческими событиями, пришло к выводу, что датой его рождения следует считать 1742 год.
Емельян был младшим сыном в семье донского казака Ивана Михайловича Пугачёва и его супруги Анны Михайловны. Пугачёвы жили в Зимовейской издавна, свою фамилию унаследовав от прозвища деда Емельяна по отцовской линии — Михаила Пугача. Старший сын Дементий отделился от семьи рано, с началом своей службы. Старшие сёстры Ульяна и Федосья также покинули дом после своего замужества. Как указывал на допросе сам Пугачёв, семья его принадлежала православной вере, как и большинство казаков  станицы Зимовейской, коренное население которой было православным, в отличие от большинства яицких и многих верхнедонских и среднедонских казаков, придерживающихся в те времена старообрядчества. До поры Емельян помогал семье по хозяйству, «боронил за отцом землю», а в 17 лет был записан на казацкую службу вместо своего отца, ушедшего в отставку. Через год после начала казачьей службы Емельян женился на Софье Дмитриевне Недюжевой, казачке станицы Есауловской.
Уже через неделю после свадьбы Емельян был включён в команду казаков, направленную в Пруссию. Участвовал в Семилетней войне 1756—1763 годов, со своим полком состоял в дивизии графа З. Г. Чернышёва. Походный атаман донских полков полковник Илья Денисов взял Пугачёва к себе в ординарцы. За три года службы в Пруссии Емельян побывал в Торуни, Познани, Кобылине, участвовал в ряде сражений, счастливо избежав каких-либо ранений. Один раз, во время ночной тревоги, он упустил одну из лошадей, принадлежавших Денисову, за что был наказан плетьми.
Со смертью Петра III войска были возвращены в Россию. С 1763 по 1767 год Пугачёв проходил службу в своей станице, где у него в 1764 году родился сын Трофим и в 1768 году — дочь Аграфена. В перерыве между рождениями детей Пугачёв был командирован в Польшу с командой есаула Елисея Яковлева для поиска и возвращения в Россию бежавших старообрядцев. Как показывал Пугачёв на допросах позднее, он с казаками регулярно участвовал «в партиях, где месяц, где два, и потом возвращался паки в дом свой».
С началом русско-турецкой войны в 1769 году Пугачёв в команде полковника Ефима Кутейникова в офицерском звании хорунжего 2-й сотни был направлен к Бендерам. При взятии Бендер 16 (27) сентября 1770 года под командованием генерала Петра Панина отличился и хорунжий Пугачёв. После отвода войск на зимние квартиры в Елисаветград в 1771 году Пугачёв заболел («…и гнили у него грудь и ноги»). Полковник Кутейников направил его на Дон в составе команды из ста казаков для замены лошадей. По причине болезни Пугачёв не мог вернуться обратно, поэтому он нанял замену — «Глазуновской станицы (на реке Медведице) казака Бирюкова, коему он за то дал 2 лошади с сёдлами, саблю, бурку, зипун синей, харч всякой и денег 12 рублёв». Проболев дома с месяц, Пугачёв по совету станичных стариков отправился в Черкасск проситься в отставку. Станичный атаман Трофим Фомин выписал Емельяну для этой цели паспорт.
Прибыв в Черкасск в первой половине июля 1771 года, Пугачёв остановился на квартире матери своего полкового друга. Войсковой дьяк Колпаков, который рассматривал просьбу, в отставке Пугачёву отказал, предложив лечиться в лазарете. Подумав, Пугачёв от лазарета отказался и предпочёл лечиться самостоятельно — «на своём коште». Во время лечения он три дня прикладывал к ногам баранье лёгкое, и ему полегчало. После отказа в отставке он попросил разрешение у атамана Ефремова и направился повидать свою сестру Феодосию с зятем Симоном Павловым в Таганрог, где последний проходил службу. В разговоре с зятем Пугачёв узнал, что тот с несколькими товарищами устал и хочет бежать со службы, в которой они попали в положение солдат, а не казаков. Обсудив возможные направления побега («На Русь? На Прусь? В Запорожскую Сечь?»), сочли наилучшим отъезд в Терское семейное войско, где казакам якобы воли было больше. Пугачёв не только вызвался помочь зятю и его товарищам, но и сам изъявил желание перебраться с ними на Терек. По уговору, сестра Федосья испросила для себя с детьми паспорт на поездку в Зимовейскую. Симон Павлов с товарищами должны были бежать неделей позже, так, чтобы подозрения не пали на Пугачёва. Но уже на пятый день Симон с тремя другими беглецами догнал Пугачёва неподалёку от Черкасска. По словам Пугачёва, он был весьма раздосадован, так как столь скорый отъезд давал основания для подозрений, что он способствовал побегу.
Прибыв в Зимовейскую, таганрогские беглецы временно укрылись в степи, Федосья с детьми отправилась погостить к свёкру, а Емельян Пугачёв объявил дома о своём желании отправиться на Терек вместе с зятем. Как показывала позднее на допросах супруга Емельяна Софья, они с его матерью бросились ему в ноги, умоляя отказаться от этой затеи. Согласившись с доводами жены и матери, Пугачёв в ходе очередной встречи объявил Симону Павлову об отказе ехать с беглецами на Терек, но согласился помочь переправить их через Дон на лодке на «ногайскую сторону». Павлов с товарищами начали упрекать и уговаривать Емельяна, тот для виду согласился, но, переправив их за Дон в семи верстах от Зимовейской и высадив из лодки, отправился обратно домой, где пробыл более месяца, продолжая самостоятельное лечение.

### Беглый казак
Беглецы не сумели самостоятельно добраться до Терека и, проплутав несколько недель, сочли за лучшее вернуться в Зимовейскую, где заявились в станичную канцелярию. Симон Павлов рассказал об обстоятельствах побега, заявив, что переправиться через Дон им помог Емельян Пугачёв, также изъявлявший желание податься на Терек. Такой рассказ вынудил Пугачёва бежать из станицы и скрываться в окрестных камышах. Тем временем Павлов с товарищами, а также мать Пугачёва были отправлены для следствия в Черкасск. Поняв, что там беглецы постараются переложить большую часть вины на него, Емельян поспешил отправиться туда же, где в войсковой канцелярии предъявил все свои проездные документы и попытался до прибытия арестованных изложить свою версию событий: «… я де слышу, что про меня говорят, будто я бежал, а я де не бегал». Но с прибытием арестованных, после их заявления о том, что идея с Тереком исходила именно от Емельяна, Пугачёв решил бежать, вновь попытавшись укрыться в окрестностях родной станицы, но был задержан и заключён под замок в станичной избе.
Пробыв в заключении два дня, Пугачёв бежал, вновь укрывшись в окрестностях родной станицы. Прожив так остаток лета и осень, с морозами Пугачёв решился вернуться домой, рассудив, что там его искать не будут. Станичным и войсковым властям действительно не приходило в голову, что почти месяц («весь Филиппов пост») беглец жил в своём же доме. Но длиться бесконечно такая жизнь взаперти не могла, и Пугачёв решил довести до логического конца замысел переселиться на Терек. 23 декабря 1771 года, простившись с супругой и пообещав ей, что заберёт семью, как только устроится на месте, Пугачёв переправился на запретный берег Дона. 
В середине января 1772 года он прибыл в станицу Ищёрскую, откуда его отправили к атаману Терского семейного войска Павлу Татаринцеву в станицу Дубовскую. Каких-либо подозрений он не вызвал, в войсковой ведомости на его счёт была сделана запись: «Емельян Пугачёв письменного вида не имеет. Донского войска. Желает в семейном войске быть казаком». Для жительства ему определили станицу Дубовскую, но вскоре Пугачёв вернулся в Ищёрскую.
В реестре казаков Терского семейного войска Пугачёв был записан женатым, в качестве его супруги была записана некая Прасковья Фоминишна. Точно неизвестно, успел ли Пугачёв обзавестись другой супругой или, по каким-то соображениям, решил представить супругу Софью подложным именем. В любом случае, его служба на Тереке выдалась совсем недолгой. Волжские и донские казаки, принудительно переселённые правительством для укрепления недавно созданной Терской линии, были крайне недовольны переселением и условиями новых мест службы. В феврале 1772 года казаки станиц Ищёрской, Галюгаевской и Наурской решили направить делегацию с жалобой в Военную коллегию, с которой активно вызвался отправиться и Емельян Пугачёв. Было решено, «чтобы он взял на себя ходатайство за них об испрошении им в Государственной Военной коллегии к произвождению денежного жалования и провианта против Терского семейного войска казаков». Получив от казаков 25 рублей на дорогу, Пугачёв 8 февраля 1772 года отправился хлопотать об их нуждах, для чего в Моздоке он закупил нужный «харч», но при выезде из города был задержан. В ходе разбирательства Пугачёв сознался, что бежал с Дона, но затем 13 февраля 1772 года сумел бежать из-под стражи, подговорив караульного солдата Венедикта Лаптева.
Раздобыв по дороге в Нижне-Курмоярской станице лошадь, Пугачёв вскоре вернулся в родную Зимовейскую, тайно дав супруге знать о своём прибытии. Софья увела детей к жене брата, после чего стала со слезами упрекать Емельяна в разрушенной жизни. Пугачёв пытался утешать её, уверяя, что на Тереке его выбрали в атаманы, но для жены было ясно, что он снова в бегах. К этому времени Симон Павлов уже был прощён и продолжил службу в Таганроге. Считая, что вина Емельяна даже меньше, а своими побегами он её только усугубляет, Софья твёрдо решила, что выдача Емельяна станичным властям будет лучшим исходом для семьи. Пугачёв в сердцах ответил: «Ну ин, коли так, поди и скажи про меня, что я пришол». Софья попросила жену брата сообщить станичным властям, и вскоре в дом пришли казаки, арестовав Емельяна и отправив его под конвоем в станицу Чирскую, сдав атаману разыскной команды Федотову. Федотов предложил Емельяну решить все проблемы за взятку в 100 рублей. Пугачёв пообещал найти 50 рублей и попросил знакомого старшину Карпа Денисова ссудить ему эту сумму, на что Денисов охотно согласился. Но когда Федотов узнал, откуда у Пугачёва эти деньги, то испугался, что о взятке станет известно, и отказался записать Пугачёва в одну из командировочных команд. Пугачёв вернул деньги Денисову, но тот настоял, чтобы Емельян оставил себе 10 рублей, предполагая, что они ему могут понадобиться в Черкасске.
Пугачёв был конвоирован в Черкасск. По дороге, в станице Цимлянской, им встретился сослуживец Пугачёва по службе в Пруссии Лукьян Худяков. Пугачёв был отдан Худякову на поруки с обещанием доставить арестованного к месту назначения. Версии дальнейших событий в изложении Пугачёва и Худякова расходятся. Как показывал на допросах в Москве Пугачёв, Худяков дал ему коня и отправил с ним сына, проинструктировав отпустить арестованного, зная, что малолетнему сыну наказания за это не будет. По версии Худякова — никакого сговора не было и Пугачёв просто обманул его сына и сбежал. Так или иначе, Емельян Пугачёв вновь оказался вне закона, направившись в этот раз в сторону поселений раскольников на реке Койсуг. Поначалу он выдавал себя за казака, отставшего от своей партии по дороге к турецкой границе. Но в ходе общения со старообрядцем Кавериным, вызвавшимся проводить его «вдогонку за партией», Пугачёв решил выдать себя за старовера. Каверин, поверивший Пугачёву, что тот «бежал из усердия к богу» и из желания присоединиться к одноверцам, посоветовал ему поехать на хутор к старообрядцу Осипу Коровке.
Осип Коровка с охотой взялся помочь Пугачёву, несмотря на то, что в разговоре с ним Пугачёв признался, что он беглый донской казак. В это время многие ранее бежавшие из России старообрядцы по указу Петра III, подтверждённому и Екатериной II, получили возможность вернуться в Россию и поселиться на окраинах империи. Посоветовав отправиться в Бендеры, где, по слухам, было определено одно из мест для выходивших из Польши старообрядцев, Коровка попросил своего сына Антона сопроводить Пугачёва и даже отдал ему свой паспорт. Но по дороге к Бендерам Антон Коровка и Пугачёв узнали, что никакого поселения в Бендерах нет. В ходе своего участия в партиях по возвращению беглых староверов Пугачёв неплохо изучил приграничные с Польшей места. На несколько месяцев они с Антоном Коровкой задержались в Стародубском монастыре, где старец Василий проинструктировал их о способе получить «билеты в те места, кто куда пожелает, на поселение». Для этого было необходимо через старообрядческую слободу Ветку явиться на пограничный Добрянский форпост и заявить о желании получить направление на поселение. Старец Василий помог Пугачёву выбрать наилучший момент для перехода границы. В дальнейшем всё прошло без проблем — прибыв на форпост в числе многих других возвращавшихся в Россию староверов, Пугачёв представился коменданту Добрянского майору Мельникову своим подлинным именем и был направлен в карантин. В ходе пребывания в карантине Емельян познакомился с беглым солдатом Алексеем Логачёвым, вместе они устроились на подработку к купцу-староверу Кожевникову, подрядившись построить ему сарай. Карантин продлился шесть недель. 12 августа 1772 года Пугачёв получил наконец долгожданный паспорт с направлением на поселение в Малыковскую волость на Волге. Кожевников снабдил Пугачёва и Логачёва хлебом в дорогу, а также передал через них привет игумену Филарету, главе старообрядческой общины на Иргизе.

### Встреча с яицкими казаками. Начало самозванства
Получив паспорта, Пугачёв вместе с Логачёвым отправился по уже знакомой раскольнической дистанции в обратном направлении, заехав в деревню Черниговку к староверу Каверину, затем — на хутор к Осипу Коровке, станицу Глазуновскую — к казаку-староверу Андрею Кузнецову. Дорога заняла более двух месяцев. Прибыв, как было предписано в паспорте, в Малыковку, они вскоре отправились в Мечетную слободу, чтобы повидаться с игуменом Филаретом. Приехав на место в ноябре 1772 года, они поселились в старообрядческом ските Введения Богородицы, настоятелем которого был Филарет. Здесь они услышали о произошедших недавних волнениях в Яицком войске.
Очевидно, полученные Пугачёвым от купца Кожевникова рекомендации оказались весомыми для Филарета, бывшего весьма влиятельной фигурой в старообрядческой общине на Иргизе. Как показывал позднее на следствии солдат Логачёв, Филарет надолго заперся с Пугачёвым для беседы, к которой его, Логачёва, не допустили. Сам Пугачёв в ходе следствия неоднократно менял показания о содержании разговора с Филаретом, но несомненно, что игумен весьма сочувственно высказывался о прошедшем восстании яицких казаков, бывших поголовно староверами. Когда Пугачёв в ходе разговора высказался о возможности подговорить казаков на Яике об уходе на Кубань к некрасовцам, Филарет якобы пообещал содействие в этом мероприятии: «…поезжай на Яик и скажи им, что ты их проводить туда можешь. Они де с тобой с радостью пойдут, да и мы все пойдём… Яицким казакам великое разорение». Во время допросов в Пензе в октябре 1774 года, после поражения восстания, когда Пугачёва подвергли порке плетьми, он в рамках навязанной версии о заговоре раскольников заявил, что высказал Филарету идею назваться спасшимся царём Петром III. Филарет якобы за идею ухватился и активно её поддержал: «Яицкие казаки этому поверят, потому что ныне им худо жить, и все в побегах, и они тебе будут рады. Только разве кто из них не знавал покойного императора, но и это даром, они спорить не станут, только им покажись».
Развивая тему заговора раскольников, Пугачёв в Пензе заявил, что идею именоваться спасшимся Петром Фёдоровичем высказывал ещё в раскольничьих скитах на польской границе и получил в этом полную поддержку, назвав среди заговорщиков всех встреченных и помогавших ему староверов. Позднее, в ходе очных ставок с Осипом Коровкой и другими раскольниками, Пугачёв от этих показаний полностью отказался. К настоящему моменту большинство историков уверено, что идея назваться Петром III возникла у Пугачёва спонтанно лишь в ходе первой поездки в Яицкий городок в ноябре 1772 года.
После разговора с Пугачёвым Филарет помог ему устроиться на квартире у знакомого Степана Косова. Через несколько дней после поселения Пугачёв узнал, что тесть Косова крестьянин Семён Филиппов собирается в поездку в Яицкий городок за рыбой. Напросившись сопровождать Филиппова, в ходе поездки Пугачёв неосторожно начал откровенничать с ним, говоря, что хочет подговорить яицких казаков на уход за Кубань. По дороге в Яицкий городок Филиппов остановился на Таловом умёте (постоялом дворе), который содержал отставной солдат Степан Оболяев по прозвищу Ерёмина Курица. Пугачёв начал расспрашивать Оболяева о настроениях в Яицком городке и тот свёл его с казаками Закладновыми, временно жившими в охотничьей землянке неподалёку. Григорий и Ефим Закладновы рассказали Пугачёву о событиях недавнего восстания и о том, как после поражения всё войско хотело уйти к хану «в Астрабад». Пугачёв, называя себя купцом, заговорил с ними об уходе к некрасовцам и что для этого мероприятия у него есть немалые деньги. Закладновы пообещали разузнать о настроениях других казаков мятежной «войсковой» стороны. По приезде в Яицкий городок, 22 ноября 1772 года, Филиппов и Пугачёв остановились на квартире у другого участника недавнего восстания Дениса Пьянова. В ходе бесед с Емельяном Пьянов ещё подробнее рассказал об обидах, терпимых казаками от правительства и «старшинской» стороны, об идущем следствии и ожидаемом приговоре. Пугачёв в свою очередь говорил об идее организации побега скрывающихся участников восстания на Кубань, говорил, что у него для этого имеются деньги, обещал по 12 рублей каждой казацкой семье, что последует с ним «в турецкую область». В ходе разговора Пьянов упомянул о впечатливших всех мятежных казаков слухах об объявлении среди волжских казаков «царицынского» Петра III. В ответ Пугачёв заявил, возможно, что неожиданно и для самого себя: «Я-де вить не купец, а государь Пётр Фёдорович, я та-де был и в Царицыне, та Бог меня и добрыя люди сохранили, а вместо меня засекли караульного солдата, а и в Питере сохранил меня один офицер».
Готовность Пьянова поверить в объявившегося государя подвигла Пугачёва на сочинение всё более подробной легенды о своём «чудесном спасении» в Петербурге и Царицыне. Прожив в Яицком городке с неделю, они договорились, что Пугачёв вернётся на Яик к периоду зимнего багренья — традиционной рыбной ловле осетровых, когда все казаки соберутся вместе и будет возможность для разговора «с хорошими людьми». Пьянов обещал, что переговорит о государе со стариками. Бывая в городе, Пугачёв стал свидетелем царивших в городе настроений. Как записал следователь Маврин в ходе первого допроса Пугачёва в сентябре 1774 года: «Хаживал он, Пугачёв, по городу Яику между народом, где также наслышался, что казаки их состоянием не довольны и один другому рассказывает свои обиды, бывшие от старшин». Как только Филиппов объявил, что закончил свои торговые дела (Пугачёв для виду также купил несколько крупных сазанов), спутники двинулись обратно на Волгу. При этом Филиппов вскоре отстал, что ничуть не насторожило Пугачёва. На Таловом умёте Пугачёв, не вдаваясь в подробности, рассказал Ерёминой Курице, что вернётся к Рождеству. По приезде Пугачёв отправился в Малыковку продать привезённую рыбу, где 19 декабря его арестовали по доносу Филиппова, заявившего властям о призывах Пугачёва к казакам бежать за Кубань.
Пугачёва направили для проведения следствия в Симбирск. Там он сознался в том, что он беглый донской казак, но стоял на том, что лишь рассказывал на Яике о живущих на Кубани некрасовцах и ни к какому побегу никого не призывал. Сопровождавший арестованного в Симбирск «розсыльщик» Попов предложил Пугачёву решить дело с судьями путём дачи взятки, и даже вызывался за деньги лично отпустить его. Но у Пугачёва денег не было вовсе, он обещал отдать их по возвращении в Мечетную слободу, якобы те были на хранении у игумена Филарета. Из Симбирска Пугачёва вскоре отправили в Казань, где 4 января 1773 года он был приведён на допрос к казанскому генерал-губернатору Брандту. Тот не придал большого значения делу Пугачёва, решив, что речь идёт о пустых разговорах. Из казанской тюрьмы Пугачёв связался с купцом Щёлоковым, которого упоминал в разговорах Филарет, и представил тому дело так, что страдает «за крест и бороду». Щёлоков не имел возможности как-то повлиять на дело нового знакомого, но Пугачёва и без него вскоре перевели на облегчённый режим заключения.
По окончании следствия Пугачёва было предписано «наказать плетями» и отправить на каторгу в Сибирь, «где употреблять его на казённую работу, давая за то ему в пропитание по три копейки в день». Конфирмация приговора пришла из Петербурга 3 июня 1773 года. Однако в мае 1773 года, вследствие перестройки тюрем, заключённых перевели на тюремный двор. Там их периодически выпускали под присмотром из тюрьмы для прошения милостыни. В это время Пугачёв сговорился о побеге с отбывавшим вместе заключение купцом Парфёном Дружининым и караульным солдатом Григорием Мищенковым. Задуманный план осуществили 29 мая 1773 года, подпоив второго караульного солдата. Расставшись с ними после удачного побега, в начале августа 1773 года Пугачёв добрался в земли Яицкого войска, в знакомый ему Таловый умёт в 60 вёрстах от Яицкого городка, на постоялый двор Степана Оболяева.

### Подготовка восстания
Яицкие казаки, долгое время пользовавшиеся преимуществами удалённости от центра российского государства, в XVIII веке попали под давление петербургских властей, лишились большинства элементов самоуправления и выборности старшин и атаманов. С середины века войско прочно разделилось на две половины. «Старшинская» сторона воспользовалась выгодами, полученными ей в результате отмены выборности, и последовательно выступала проводником политики правительства. «Войсковая» сторона, составлявшая много большую часть Яицкого войска, неоднократно восставала против нововведений, требовала возвращения права лишать должностей неугодных ей старшин и атаманов и выбирать новых по усмотрению войска, а не петербургской Военной коллегии. 
Накапливавшиеся на протяжении долгих лет противоречия в январе 1772 года привели к открытому восстанию, на полгода мятежное войско вышло из-под контроля правительства. К моменту первого появления Пугачёва на Яике в ноябре 1772 года казаки войсковой стороны, потерпевшие в июне поражение от карательной экспедиции генерала Фреймана, ещё ожидали результатов следствия. В июле 1773 года, за несколько недель до прибытия Пугачёва на Таловой Умёт после побега из казанской тюрьмы, окончательный приговор зачинщикам восставших был объявлен в Яицком городке и приведён в исполнение. Екатерина II значительно смягчила изначальные условия приговора, отменив все смертные приговоры. 16 казаков были приговорены к вырыванию ноздрей, простановке знаков на лице и ссылке на каторгу, 38 казаков вместе с семьями — к ссылке в Сибирь, 31 казака отправили в армейские полки, воевавшие в Турции. На всех прочих участников восстания наложили огромный по тем временам денежный штраф, ставивший их на грань разорения. В условиях, когда штраф выплачивали лишь сторонники войсковой партии, имущественное расслоение в войске значительно возросло и противоречия войсковой и старшинской партий лишь ещё больше усилились. Среда для распространения слухов о добром царе «Петре Фёдоровиче» была самой благоприятной, и немудрено, что слухи эти обрастали всё большими деталями.
Кратковременное появление Пугачёва в Яицком городке и Таловом Умёте в ноябре — декабре 1772 года наделало много шума среди яицких казаков. Слухи о появлении на Яике государя мгновенно распространились по всему войску, включая участников восстания 1772 года, скрывавшихся от следствия на удалённых хуторах, в старообрядческих скитах, в степи на Узенях. Ярче всех высказался об этом на допросах после ареста в будущем один из главных сподвижников Пугачёва Чика Зарубин: «…мы же де, казаки войсковой стороны, все уже о том думали и дожидались весны; где не сойдёмся, говорили войсковые все: „Вот будет государь!“ И, как приедет, готовились его принять».
Оболяев, увидев появившегося у своего постоялого двора Пугачёва, узнал его. Расспросив о делах в Яицком городке, Пугачёв узнал, что принимавший его Денис Пьянов находится в бегах из-за слухов о том, что он принимал человека, выдававшего себя «императором Петром Фёдоровичем». Пугачёв прожил на Таловом Умёте несколько дней, ожидая возможности пробраться в Яицкий городок. В один из дней они с Оболяевым отправились в баню, где Ерёмина Курица поинтересовался шрамами на груди Пугачёва, оставшимися после болезни. Пугачёв назвал их царскими знаками, объявив Оболяеву, что он никакой не казак, «а государь ваш Пётр Фёдорович». Испуганный Оболяев возразил, что царь Пётр умер, но Пугачёв настойчиво продвигал свою историю о том, что он, Пётр Фёдорович, жив, много лет был «за морем», а сейчас, узнав, что «яицкие казаки приведены все в разорение», нарочно сюда приехал и с их помощью хочет «если Бог допустит, опять вступить на царство». Он попросил испуганного Оболяева организовать ему встречи с кем-либо из зачинщиков предыдущего восстания. Оболяев, поверивший самозванцу и просивший прощения, что обращался с ним все предыдущие дни как с простым человеком, рассказал Пугачёву, что ожидает уже знакомого ему казака Григория Закладнова, которому можно будет открыться.
Закладнов узнал Пугачёва и не был удивлён его появлению на Таловом Умёте. Пугачёв в разговоре с ним вновь назвался царём Петром Фёдоровичем и попросил немедленно оповестить о нём надёжных казаков в городе. Закладнов поспешил в Яицкий городок, где хотел в первую очередь поделиться вестью со знакомыми казаками, активными участниками недавнего восстания, в первую очередь с Иваном Фофановым и Максимом Шигаевым, но не застал их дома. Узнав от Закладнова о давно ожидаемом «государе», на Таловой Умёт поспешили убедиться в правдивости рассказа казаки Караваев и Кувшинников. Пугачёв с помощью Ерёминой Курицы разыграл для них сцену «царской аудиенции», как он это понимал, что произвело на казаков должное впечатление. Они жаловались на полное разорение и старшинские обиды, обещали оповестить тайно верных представителей войсковой партии, прослезившись на прощание. Казаки просили снабдить их каким-нибудь письменным указом и Пугачёв впервые задумался о том, что для поддержания легенды ему, совершенно неграмотному, срочно требуется человек, способный составить «подлинные» царские документы.
В течение нескольких дней Пугачёв обсуждал с казаками Григорием Закладновым, Денисом Караваевым и Кунишниковым первоочередные мероприятия, необходимые для скорого объявления Яицкому войску о прибытии «государя»: требовались знамёна и прочие материалы для возможного боевого похода, требовались также «платье хорошее и шапка бархатная». Казаки настойчиво говорили, что им нужен «письменный указ», без которого законность выступления может быть поставлена под сомнения даже готовыми к новому бунту казаками. Договорились о том, что Пугачёв вместе с Оболяевым отправятся в Мечетную слободу, «по царским делам» — требовалось срочно найти грамотного человека для составления «царских указов». В это время казаки должны были оповестить как можно большее количество надёжных людей. Большинство историков отметило, что в ходе фактически первого же обсуждения совместных действий самозванца и яицких казаков никаких речей об уходе за Кубань уже не шло, обсуждение сразу пошло в русле справедливого устроения жизни казаков при правильно устроенном царстве. Расставшись с казаками, Пугачёв поспешил в старообрядческие поселения, где надеялся найти грамотного человека для помощи в намечавшемся мероприятии. В Мечетной слободе он был опознан, знакомый Пугачёва Степан Косов, на чью помощь он рассчитывал, понял, что Пугачёв в бегах, и донёс о бежавшем из Казани арестанте старосте Мечетной слободы. К организованным поискам присоединились монахи старообрядческих скитов. 27 августа 1773 года прибывшие в Пахомиев скит Пугачёв и Оболяев увидели, что монахи бросились к ним с намерением их задержать. Оболяев, считая, что сможет убедить власти в отсутствии какой-либо за ним вины, предложил Пугачёву бежать к Яику, а сам дал себя арестовать. Пугачёву удалось бежать и добраться в Таловый Умёт, где его уже ожидали яицкие казаки Денис Караваев, Максим Шигаев, Иван Зарубин-Чика и Тимофей Мясников.
В ходе этой новой встречи Пугачёв вновь продемонстрировал свои «царские знаки», но впечатление, оказанное ими, было не одинаково для каждого из новых его знакомых. Позднее на допросах Тимофей Мясников, назначенный вскоре командиром личной сотни «императора», говорил, что от демонстрации признаков «царской крови» его, якобы, пробила дрожь и всякие сомнения стали невозможны. Но на двух других казаков, бывших не просто участниками недавнего восстания, а одними из главных его зачинщиков, — Максима Шигаева и Чику Зарубина, отметины не произвели мистического впечатления. На допросах после ареста и Шигаев с Зарубиным, и сам Пугачёв подтверждали, что обмана не было — после настойчивых расспросов наедине Пугачёв подтвердил, что является донским казаком. Мысли всех яицких казаков, решивших держаться «царской истории», можно резюмировать словами Чики, сказанными Пугачёву в ответ на его признание в подлинном происхождении: «…ведь мне в том нужды нет: хоша ты и донской казак, только мы уже тебя за государя признали, так тому и быть». Скорее всего, что и Тимофей Мясников лишь пытался выдать себя за легковерного на допросах, чтобы смягчить вину. По показаниям одного из его товарищей, в ходе восстания он говорил совершенно иное: «…мы по многих советовыниях и разговорах приметили в нём (Пугачёве) проворство и способность, вздумали взять его под своё защищение и его сделать над собою властелином и восстановителем своих притеснённых и почти упавших обрядов и обычаев. И так для сих самых причнин вздумали мы назвать его покойным государем Петром Фёдоровичем…»
На хуторе Кожевникова, а затем на Усихе, в ещё более глухом укрытии, продолжилось обсуждение планов выступления, приехавшие из Яицкого городка казаки привезли 12 старых войсковых знамён, которые тайно хранились со времени восстания 1772 года, кроме того, для изготовления новых знамён были приобретены материалы (шёлк, шнуры и др.). Нашёлся и грамотный казак для составления указов, по настоянию отца, Якова Почиталина, участника восстания 1772 года, к Пугачёву приезжает Иван Почиталин. В это время комендант правительственного гарнизона в Яицком городке подполковник И. Д. Симонов, узнав о появлении в войске человека, выдающего себя за «Петра III», отправил для захвата самозванца две команды. 
8 сентября 1773 года Пугачёв со своими сторонниками переехал на хутор Толкачёв. 13 сентября 1773 года в очередной приезд от Е. И. Пугачёва в Яицкий городок для агитации казаков Т. Мясников уже в полуоткрытую рассказывает о таящемся в войске «государе» и неосторожно упоминает место его укрытия. 15 сентября 1773 года последовал донос в комендантскую канцелярию, был арестован Караваев, в тот же день комендант И. Д. Симонов отправил в степь разыскные команды старшины М. М. Бородина. 16 сентября 1773 года Пугачёва успели предупредить. К этому времени костяк заговорщиков составили вместе с Е. И. Пугачёвым И. Н. Чика-Зарубин, В. С. Коновалов, И. Я. Почиталин, С. А. и С. В. Кожевниковы, В. Я. Плотников, А. Т. и К. Т. Кочуровы, Идеркей Баймеков, Т. Г. Мясников, М. А. Кожевников, Д. С. Лысов, К. И. Фофанов, Баранга Мустаев, В. А. Кшинин, Сюзюк Малаев, Уразгильды Аманов, Ф. А. Чибикеев, Балтай Идеркеев, М. В. Чернухин, П. П. Толкачёв, в Яицком городке их ожидали М. Г. Шигаев, Я. Ф. Почиталин.
Почва для восстания была готова: недовольство казаков, лишаемых воли, волнение крестьян, ожидавших освобождения после отобрания крестьян у монастырей, движение среди горно-заводских крестьян. Не многие казаки верили, что Пугачёв являлся Петром III, но все пошли за ним. Скрывая безграмотность, он не подписывал своих манифестов; впрочем, сохранился его «автограф» на отдельном листе, имитирующий текст письменного документа, по поводу которого он говорил грамотным сподвижникам, что написано «по-латыни».

### Предводитель бунта

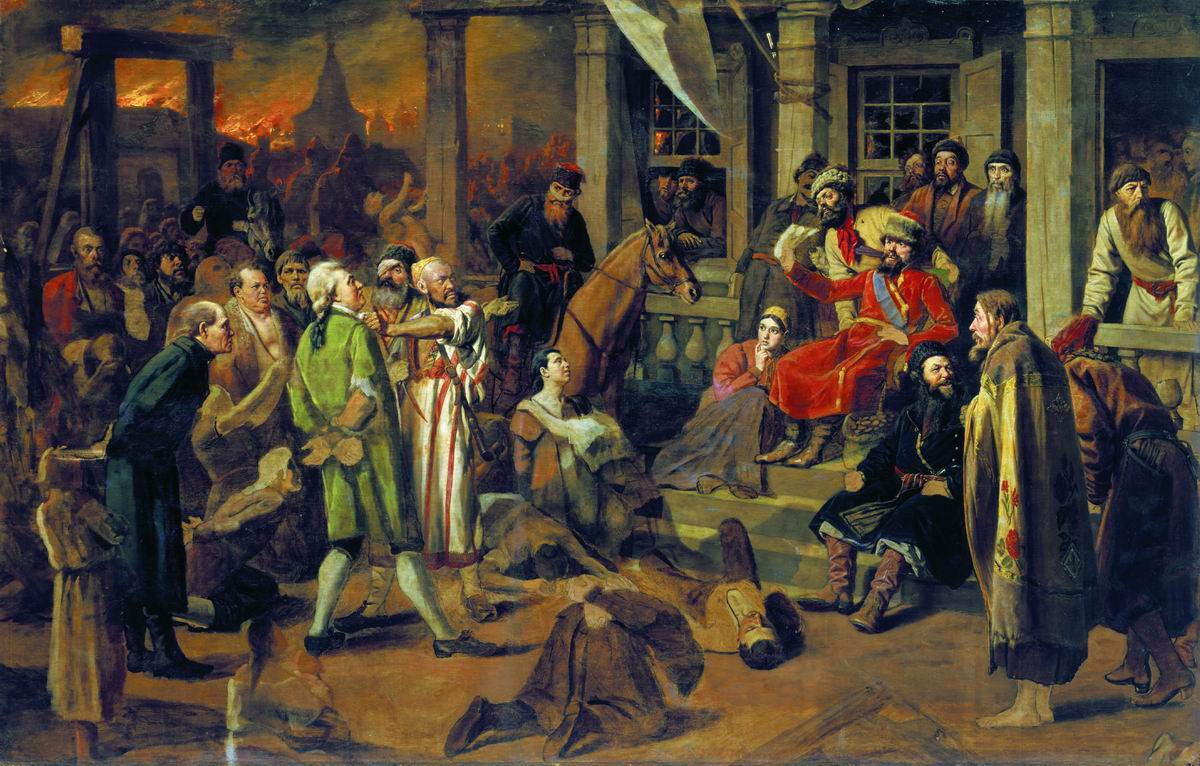
Василий Перов, «Суд Пугачёва» (вариант), 1875

К вечеру 16 сентября 1773 года на хуторе братьев Толкачёвых вблизи Бударинского форпоста собралось около 40 яицких казаков, служивых калмыков и татар. Был зачитан написанный Почиталиным указ к Яицкому войску, вызвавший всеобщее одобрение. Пугачёв указа не подписал, объяснив это тем, что до приезда в Петербург подписывать бумаг не может. Попросив собравшихся собрать по ближайшим форпостам и хуторам сторонников, Пугачёв решил на следующий день выступить к Яицкому городку.
17 сентября 1773 года отряд в 60 человек с развёрнутыми знамёнами двинулся в поход, собирая на попутных форпостах и хуторах людей. При подходе к Яицкому городку 18 сентября 1773 года отряд насчитывал около 200 человек. В скором времени к Пугачёву через реку Чаган перебрались отряды Д. Лысова, чуть позже А. Овчинникова, кроме того восставшие окружили и уговорили сдаться команду из 200 казаков войскового старшины А. Витошнова, отправленную на вылазку. Тем не менее сил для штурма городка было недостаточно и после повторного приступа 19 сентября 1773 года Пугачёв с войском направились вверх по Яику. В этот же день были казнены 11 казаков из отряда Витошнова, отказавшихся признать Пугачёва государем.
У Рубёжного форпоста был собран круг, на котором войсковым походным атаманом был выбран Андрей Овчинников, полковником — Дмитрий Лысов, Андрей Витошнов получил звание есаула, Тимофей Мясников возглавил личную гвардейскую сотню Пугачёва. Как признавался на допросах сам Пугачёв, он мало управлял с этого момента своей армией, так как не знал ни местности, ни людей. Казаки сами вели переговоры на форпостах, станицах и хуторах, уговаривая товарищей присоединяться.
Выслав 20 сентября 1773 года в Илецкий городок Овчинникова, на следующий день Пугачёв беспрепятственно въехал в него, приняв в войско илецкий казачий полк во главе с Иваном Твороговым. Взятие крепостей Яицкой линии — Рассыпной, Нижнеозёрной, Татищевой, Чернореченской, проходило по похожему сценарию, казаки переходили к Пугачёву, офицеры дрались до последнего, оставшихся в живых ждала виселица. После взятия Татищевой Пугачёву приглянулась дочь коменданта Елагина — Татьяна Харлова, вдова повешенного днём ранее коменданта Нижнеозёрной крепости З. И. Харлова. Он приказал отвести её в свою коляску, с ней оставили малолетнего брата.
Казаки, ревностно следившие за личными симпатиями Пугачёва, не допускали, чтобы при нём мог появиться кто-либо, влиявший на принятие решений. 3 ноября 1773 года, воспользовавшись отлучкой Пугачёва, они застрелили ставшую его наложницей Харлову с братом, Елагиным Николаем Григорьевичем. Позднее так же самовольно они расправились с несколькими пленёнными офицерами, помилованными Пугачёвым и оставленными служить ему лично.

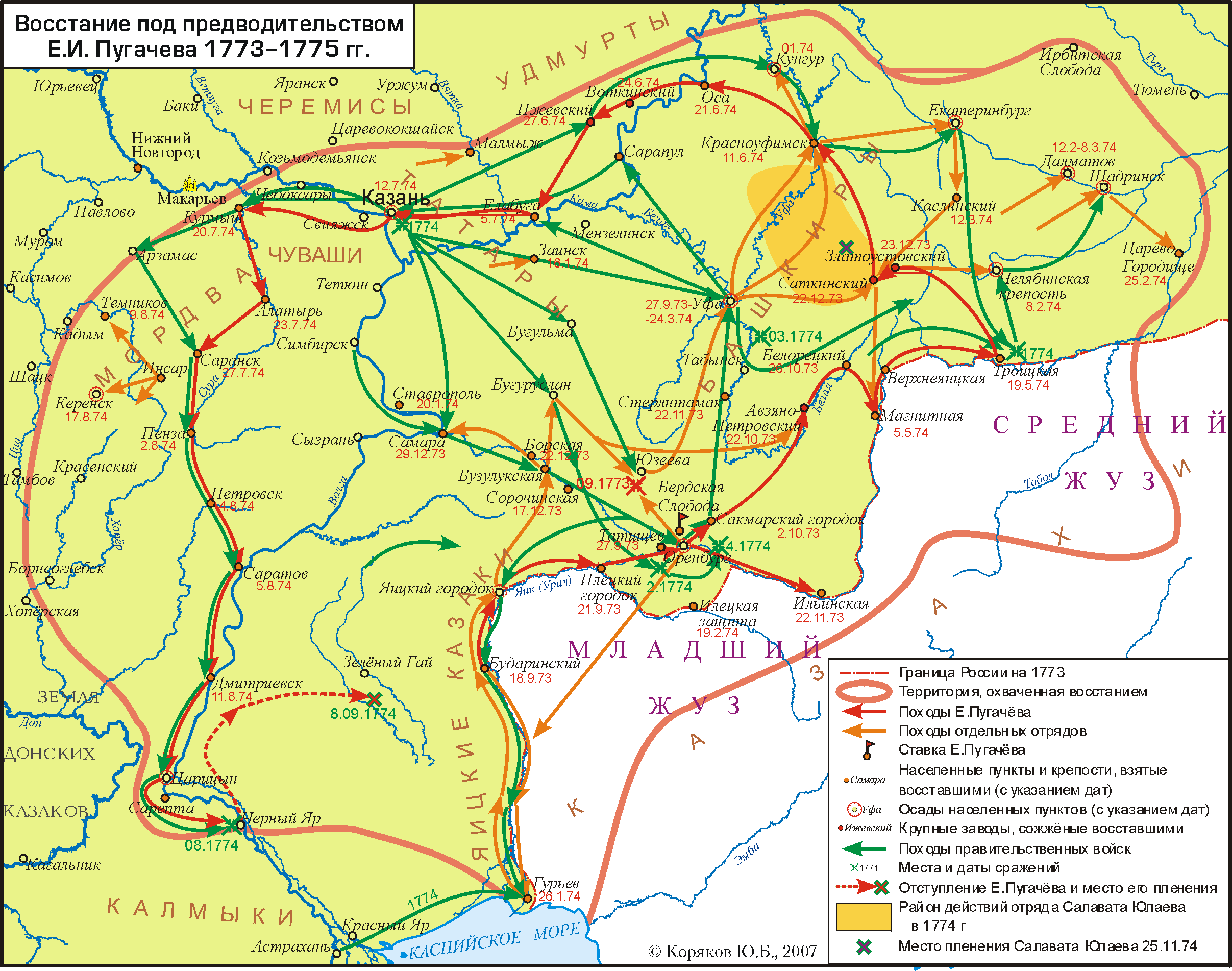
Карта боевых действий Крестьянской войны

После взятия Чернореченской крепости Пугачёв был торжественно встречен в татарской Сеитовой слободе и Сакмарском городке, в котором несли службу откомандированные яицкие казаки. В Сеитовой слободе был составлен указ к мишарям и башкирам с призывом присоединяться к армии «государя», взамен обещалось владение лесами и реками, порохом и солью. Началось активное присоединение к восстанию башкир, татар, калмыков. 5 октября 1773 года Пугачёв подошёл к Оренбургу, часть оренбургских казаков — жителей Бердской слободы и Форштадта (казачьего пригорода Оренбурга) — также влилась в армию восставших. Началась осада, продлившаяся в итоге до середины марта 1774 года. Поспешно укрепив валы крепости, расширив и углубив ров, губернатор Рейнсдорп с офицерами после нескольких вылазок, успешно отбитых пугачёвцами, принял решение держать осаду. Одной из главных причин была боязнь перехода казаков и солдат к мятежникам.

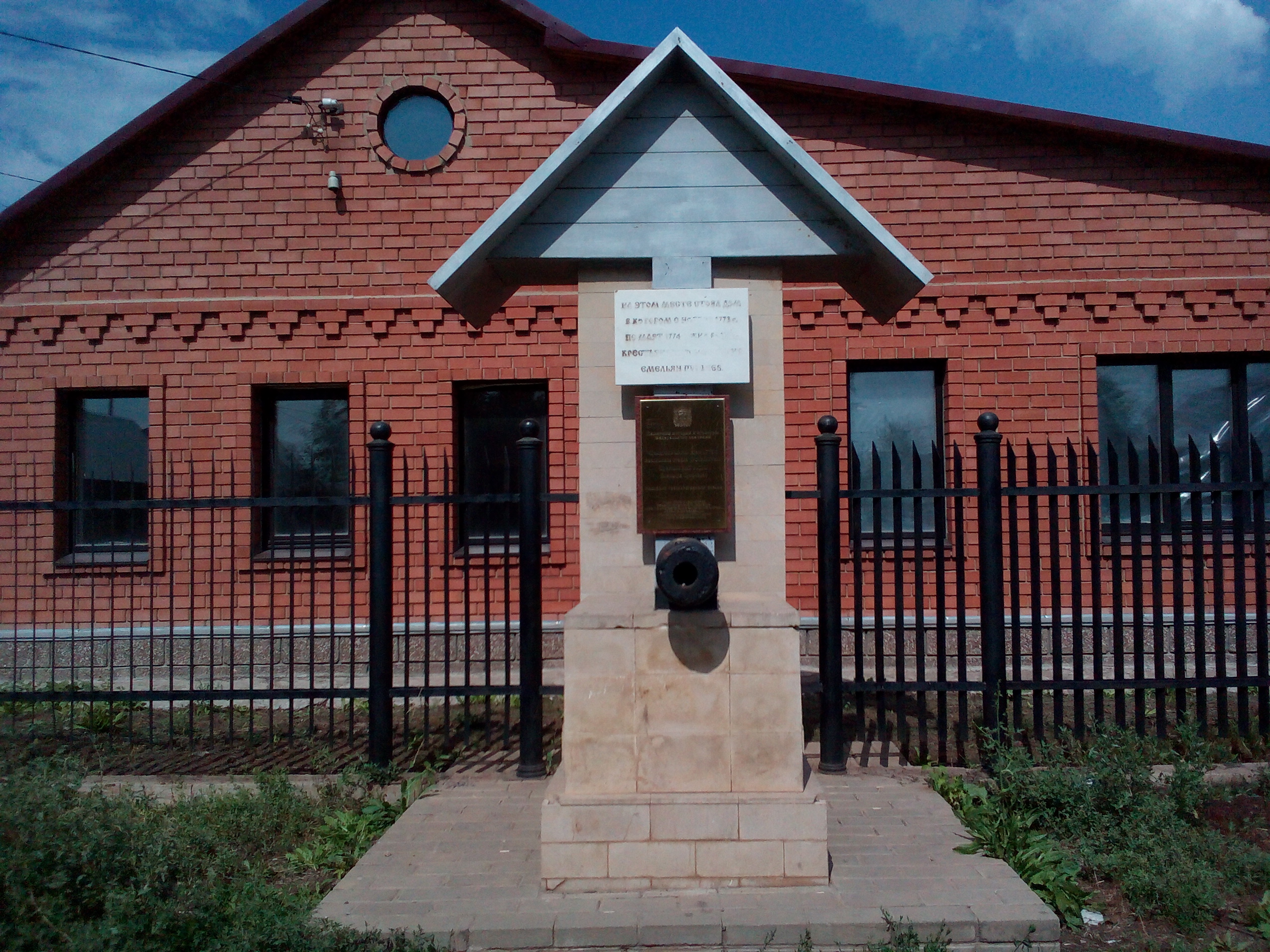
Памятное место, где в 1773 году находилась ставка Емельяна Пугачёва. Оренбург, микрорайон Берды, улица Восстания, 30.

После наступления холодов армия восставших перенесла лагерь в Бердскую слободу в нескольких верстах от Оренбурга. В шестиоконном доме казака Ситникова оборудовали царский дворец — «Золотую палату», стены внутри которой были обклеены золотой фольгой, именно он изображён на перовском «Суде Пугачёва». В течение всей осады Оренбурга в бердском лагере Пугачёв активно принимает участие в военном обучении и боевых действиях. Яицкие казаки признавали позднее, что он «…лучше всех знал, как в порядке артиллерию содержать», «… пушки и прочие орудия большею частию наводил сам», «…знал он, как палить из пушек, из других орудий, и указывал всегда сам канонирам» (из протоколов допросов И. Почиталина, Т. Подурова, М. Шигаева), сказывался значительный военный опыт.

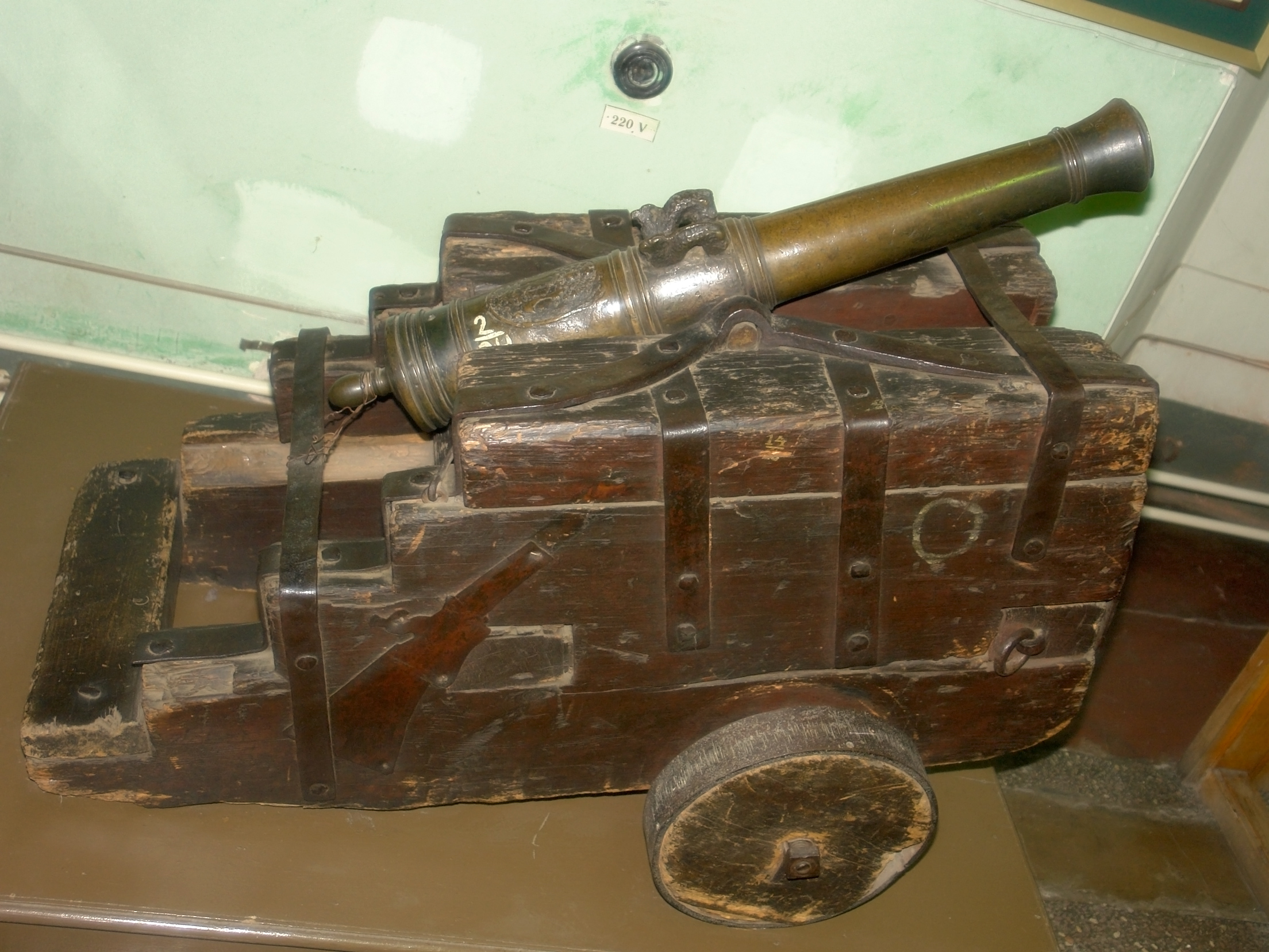
«Пугачёвская пушка» на самодельном лафете (34-мм калибр, бронза, масса 51 кг)

В конце января 1774 года Пугачёв прибыл лично возглавить штурм городовой крепости Яицкого городка, где заперся правительственный гарнизон с оставшимися верными правительству казаками. К этому времени атаман Толкачёв, собрав на нижнем Яике людей и оружие, занял Яицкий городок, позднее к нему присоединился Овчинников, взявший перед этим Гурьев. Казаки, желая крепче привязать «царя» к войску, уговорили его выбрать себе жену из яицких девушек. Пугачёв после нескольких отнекиваний согласился. Заслали сватов — любимца Ивана Почиталина и атамана Михаила Толкачёва с женой, к приглянувшейся Пугачёву 17-летней Устинье Кузнецовой, дочери отставного казака Петра Кузнецова, участника восстания 1772 года. 1 февраля 1774 года в Петропавловской церкви Яицкого городка состоялась царская свадьба, после чего Устинья была посвящена в сан «императрицы». Молодых поселили в доме бывшего атамана А. Н. Бородина. Священники, провёдшие торжественную церковную службу венчания, после подавления восстания были отстранены за это от должностей и лишены сана. В то же время пленённый Тимофей Мясников на допросе говорил, что не всем в армии восставших этот брак оказался по душе: «Тогда все старики о сём задумались, да и всё войско тем были недовольны, что он на сие поступил. И тогда навела на некоторых сия его женидьба сумнение такое, что государи на простых никогда не женятся, а всегда берут за себя из иных государств царскую или королевскую дочь. Так по примеру сему и ему бы надобно было, по завладении уже государством, такую же взять».
Узнав о проведённой во время своего отсутствия вылазке оренбургского гарнизона, успешно отбитой основной армией восставших под командованием Шигаева, Подурова и Хлопуши, Пугачёв ненадолго возвращается в Бердскую слободу, поручив приготовить за это время подкоп под Михайло-Архангельский собор, где осаждённый правительственный гарнизон хранил порох.
В середине февраля 1774 года Пугачёв вновь вернулся в Яицкий городок, был проведён большой войсковой круг, на котором были выбраны войсковой атаман — Никита Каргин, и старшины — Перфильев и Фофанов. 19 февраля 1774 года был проведён взрыв мины, заложенной с помощью подкопа. Взрыв полностью разрушил колокольню Михайловского собора, но заранее предупреждённые о подкопе, защитники крепости успели вынести пороховой запас и, несмотря на гибель 42 человек и ранение коменданта Симонова, защитники ретраншемента под командованием капитана Андрея Прохоровича Крылова (отца будущего баснописца) сумели отбить нападение восставших.
В марте 1774 года, приехав в Берды после очередного неудачного приступа Михайло-Архангельского собора в Яицком городке, Пугачёв выслушал жалобы крестьян окрестных деревень на атамана Д. Лысова, который грабил их со своими казаками. Начав порицать его, Пугачёв пригрозил казнью. В ответ Лысов ткнул Пугачёва в бок пикой и убил бы, если бы не кольчуга, бывшая под верхней одеждой. Подоспевший Почиталин спас Пугачёва от следующих ударов. Несмотря на заступничество Шигаева за старого друга, на коленях умолявшего о помиловании, Дмитрия Лысова повесили в Бердской слободе.
С приходом к командованию правительственными войсками А. Бибикова пугачёвцы стали терпеть поражения, отдавая одну за одной взятые крепости на пограничных линиях. Продвигаясь в сторону осаждённого Оренбурга двумя колоннами, правительственные войска под командованием генералов Мансурова и Голицына вынудили Пугачёва снять осаду со столицы края. 22 марта 1774 года состоялось сражение у крепости Татищевой, наспех восстановленной восставшими. Несмотря на ожесточённость боя, вскоре стало ясно, что правительственная сторона одерживает верх. Пугачёв с сотней личной гвардии под командованием Тимофея Мясникова покинул крепость, защищать которую, прикрывая отход Пугачёва, остался походный атаман яицких казаков Андрей Овчинников.
Вернувшись в бердинский лагерь, Пугачёв с казацкими полковниками решили пробиваться к Яицкому городку. Опасаясь нового боя, пугачёвцы метались в поиске не прикрытых правительственными войсками дорог, но, натолкнувшись вблизи Переволоцкой крепости на неприятельские разъезды, повернули на восток. В итоге 1 апреля 1774 года пришлось держать ещё один бой с основными силами генерала Голицына у Сакмарского городка, потерпев ещё одно разгромное поражение.
С горсткой казаков из личной сотни и башкир Пугачёв отошёл к селу Ташла, затем — за излучину реки Белой, прибыв сначала на Воскресенский завод, а затем — на Белорецкий завод, где пробыл до 1 мая 1774 года. Причиной, по которой он получил передышку в целый месяц, послужила смерть командующего Бибикова, вызвавшая интриги среди генералов — генерал Голицын был недоволен назначением на этот пост генерала Щербатова. В результате разбитые и рассеянные по степи отряды восставших постепенно собрались на верхнем Урале, 5—6 мая восставшие штурмуют Магнитную крепость, во время штурма Пугачёв ранен в правую руку.
После успешного штурма в Магнитную прибывают крупные отряды яицких казаков под командованием Овчинникова, а также уральских крестьян и горнозаводских рабочих под командованием Белобородова и Максимова.
После взятия Магнитной крепости Пугачёв повёл своё войско, постепенно пополняя его заводскими крестьянами, на северо-восток, взяв крепости Карагайскую, Петропавловскую и Степную, 20 мая 1774 года успехом завершился штурм Троицкой крепости. Но следующим утром спавший лагерь Пугачёва атаковали правительственные войска генерала И. А. Деколонга, в результате большая часть восставших была разбита, пленена или рассеяна, а Пугачёву вновь пришлось бежать лишь с ограниченным числом казаков на северо-запад в сторону от Челябинска. Положение улучшилось, когда к казакам присоединились основные силы восставших башкир под командованием Салавата Юлаева, однако в боях 3 и 5 июня 1774 года настигнувший Пугачёва подполковник И. И. Михельсон разбил мятежников.
10 июня 1774 года Пугачёв вступил в Красноуфимск, затем попытался взять Кунгур, но, встретив ожесточённое сопротивление, повернул на запад, где после трёхдневного боя взял городок Осу.
После взятия Осы войско Пугачёва перебралось на правый берег Камы, 22 июня 1774 года взяв Рождественский завод, 24 июня 1774 года — Воткинский завод, 27 июня 1774 года — Ижевский завод.

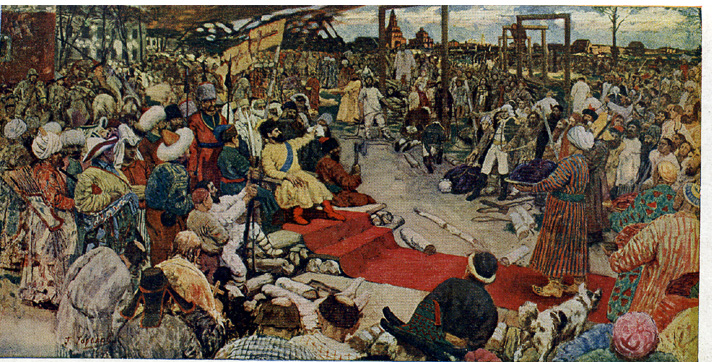
«Пугачёв в Казани творит суд», почтовая карточка 1931 года, издание Музея Революции Союза ССР

Взяв предместья и основную часть Казани, 12 июля 1774 года Пугачёв освободил из тюремных камер Казанской секретной комиссии 415 человек — пленных восставших, членов их семей, среди них он обнаружил и свою семью — первую жену Софью с тремя детьми, Трофимом, Аграфеной и Христиной. Семья Е. И. Пугачёва была доставлена в Казань 17 марта 1774 года, где находилась под надзором секретной комиссии и содержалась в тюремном помещении комиссии. Вплоть до пленения под Чёрным Яром семья Пугачёва оставалась с войском, жили в отдельной палатке, а на вопрос своих соратников Пугачёв сказал, что «ето-де друга моего Емельяна Иваныча, донскова казака, жена, он-де за моё имя засечён кнутом». Был среди освобождённых и игумен Филарет, которого держали под подозрением, что именно он подал Пугачёву мысль принять имя Петра III.
После окончательного поражения 15 июля 1774 года у Казани армия восставших переправилась на правый берег Волги. Большая часть башкир отказалась следовать дальше за Пугачёвым и во главе с Салаватом Юлаевым вернулась в район Уфы, где боевые действия продлились вплоть до ноября 1774 года.
Несмотря на то, что с Пугачёвым на постоянной основе оставалось не более 2000 казаков, города и деревни Среднего Поволжья оказывали ему по большей части торжественный приём. 23 июля 1774 года жители Алатыря «встретили … почти все за городом с хлебом и с солью, а попы — с крестами». Пугачёв велел освободить «содержащихся в тюрьме колодников, казённое вино выпустить, а соль брать всякому безденежно».
24 августа (5 сентября) 1774 года И. И. Михельсон разбил мятежников у Чёрного Яра.

### Пленение, следствие и казнь

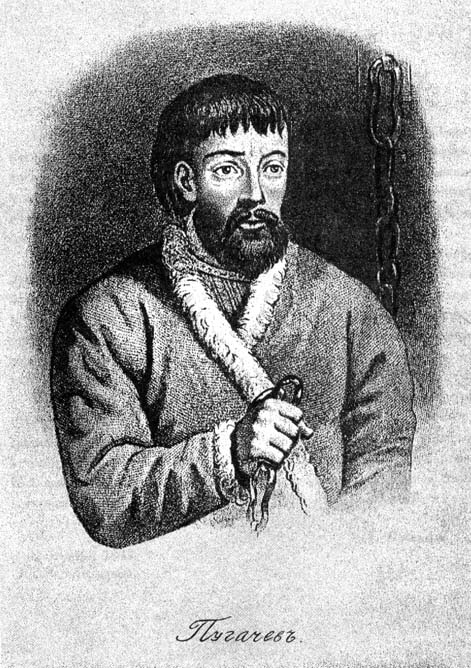
Емельян Пугачёв в тюрьме. Портрет, приложенный к изданию «Истории пугачёвского бунта» А. С. Пушкина, 1834

После поражения в битве у Солениковой ватаги Е. И. Пугачёв с остатками своего войска бежал вдоль Волги на юго-восток и к вечеру 25 августа 1774 года переправился с правого берега Волги в 20 верстах выше Чёрного Яра сначала на один из волжских островов, а с него — на левый берег Волги. Переправившись, Е. И. Пугачёв повёл отряд на восток, перешёл Ахтубу, на левом берегу которой было устроено совещание о дальнейших действиях. Пугачёв предлагал пойти вниз по Волге к Каспийскому морю, а оттуда пробираться скрытными дорогами на Украину, к запорожским казакам, или в Турцию, подобно некрасовцам, либо уйти в Башкирию или в Сибирь.
Он не знал об уже сложившемся к этому времени в своём отряде заговоре казацких полковников, решивших в обмен на Пугачёва получить от правительства помилование. Обсуждение заговора началось в середине августа, в нём приняли участие И. А. Творогов, Ф. Ф. Чумаков, И. П. Федулёв и ещё полтора десятка яицких казаков. Они наотрез отказались от любых предложений Пугачёва и в свою очередь предложили двигаться в сторону Узеней. Отряд двинулся к Узеням кружным путём: сначала — вверх по течению Ахтубы, затем — левым берегом Волги до Николаевской слободы напротив Камышина, оттуда — на юго-восток к озеру Эльтон, а с Эльтона — на северо-восток к Узеням. 8 сентября остановились у Большого Узеня. Здесь заговорщики бросились вязать Пугачёва, пока остальные казаки отряда находились в отдалении.
На пути к Яицкому городку Пугачёв дважды предпринимал попытки к бегству, но неудачно. При приближении к Яицкому городку Творогов и Чумаков выехали вперёд для обсуждения условий сдачи, встреченный ими поисковый отряд сотника Харчева доставил Пугачёва в Яицкий городок 15 сентября 1774 года. В тот же день был проведён первый его допрос, на следующий день — ещё один. Следователь Маврин выяснил детали биографии Пугачёва, детали хода восстания и планы в его завершающей части. Проводя допрос, Маврин отметил в донесении начальнику секретных комиссий генерал-майору П. С. Потёмкину, что Пугачёв держался с большим достоинством и мужеством. Позднее прибывший в Яицкий городок генерал-поручик А. В. Суворов лично допросил самозванца 17 сентября 1774 года, а 18 сентября 1774 года сформировал и возглавил отряд для конвоирования Пугачёва в Симбирск. Для перевозки была изготовлена и установлена на двухколёсную арбу тесная клетка, в которой Пугачёв не мог выпрямиться и хотя бы расправить тело.
Пушкин так описывает встречу Суворова и Пугачёва: «Суворов с любопытством расспрашивал славного мятежника о его военных действиях и намерениях…». Военное искусство Пугачёва было Суворову любопытно. Но досталась ему роль конвоира. Суворов везёт Пугачёва в Симбирск, куда должен был приехать граф Панин.

Пугачёв сидел в деревянной клетке на двухколёсной телеге. Сильный отряд, при двух пушках, окружал его. Суворов от него не отлучался. В деревне Мостах (во ста сорока верстах от Самары) случился пожар близ избы, где ночевал Пугачёв. Его высадили из клетки, привязали к телеге вместе с его сыном, резвым и смелым мальчиком, и во всю ночь Суворов сам их караулил.

Когда Суворов вёз Пугачёва в Симбирск, у того случайно нашли в нательной одежде четыре зашитых червонца «на чёрный день». Историк Д. Л. Мордовцев, комментируя этот эпизод, отмечает, что Пугачёв отличался редким бескорыстием, не ставил перед собой целей обогащения и не преследовал корыстных мотивов, иначе бы возил с собой не четыре зашитых червонца, а сундуки серебра и золота, которое раздавалось им людям по широте душевной направо и налево.

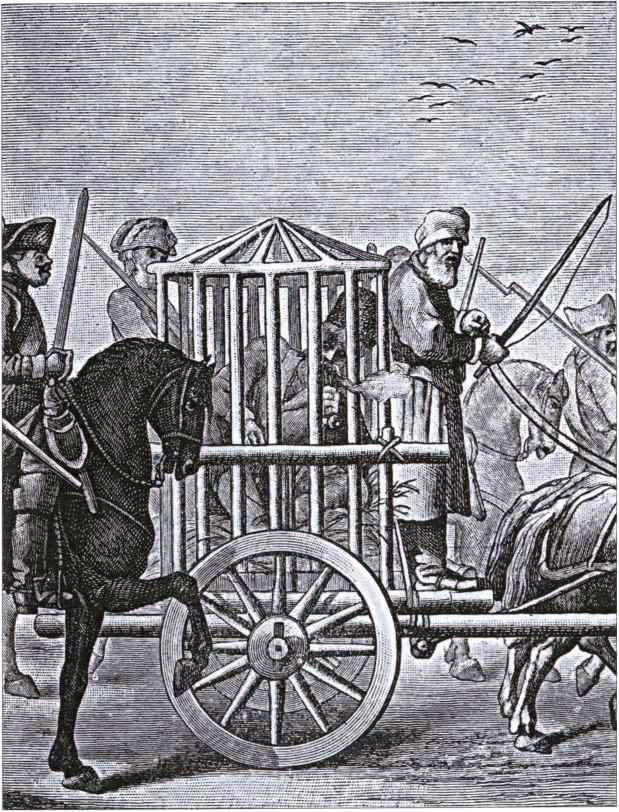
Пугачёв под конвоем. Гравюра XVIII века

Пугачёв отличался двойственностью натуры и сентиментальностью, равнодушно наблюдая сцены казни и истребления десятков дворян, иной раз мог расчувствоваться до слёз. С ним, находившимся в это время под караулом в Симбирске, беседовал академик Рычков, сын которого погиб от рук пугачёвцев в Симбирске в минувшем году, оба плакали.

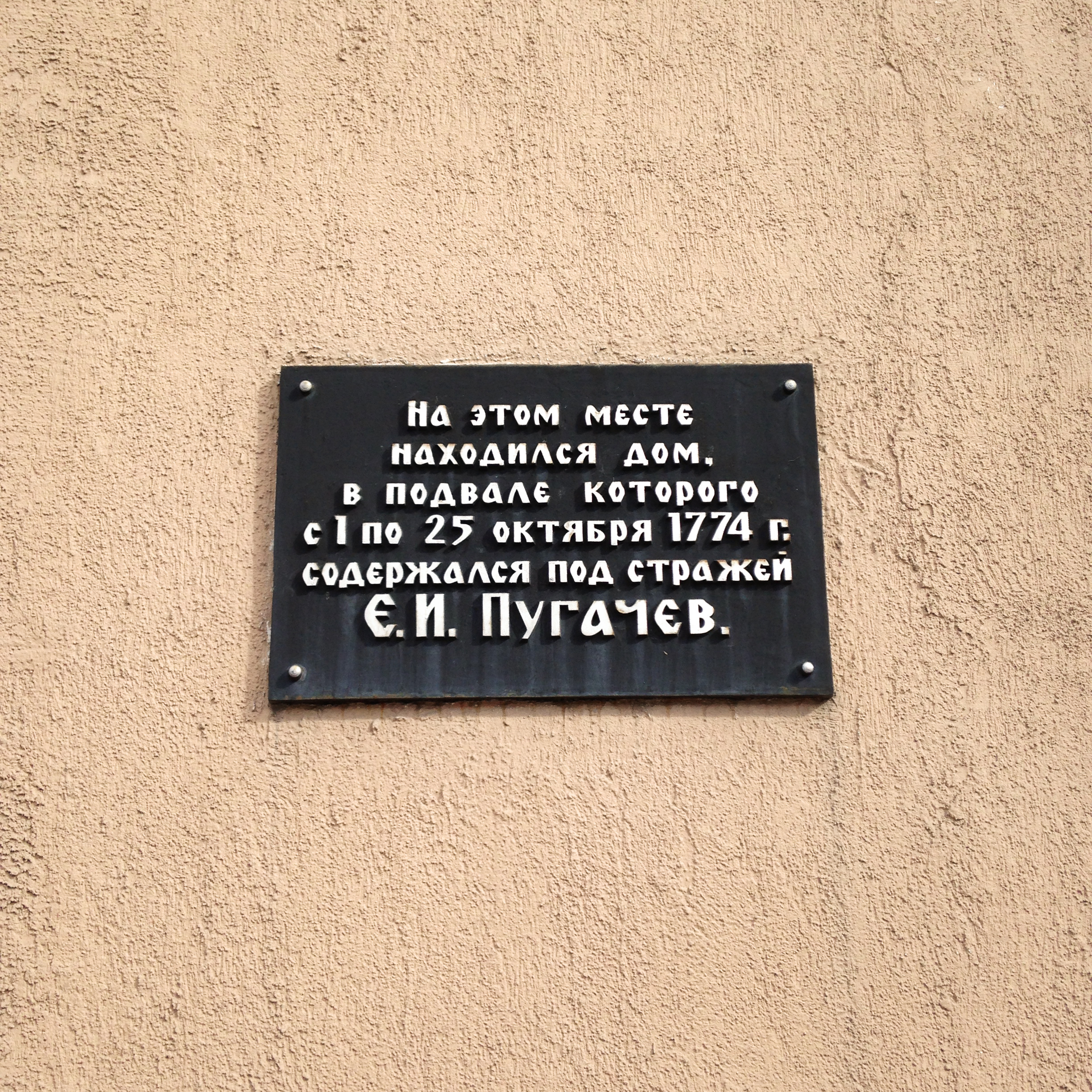
Мемориальная табличка на здании Ульяновского драматического театра

В Симбирске Пугачёва допрашивали в течение 2—6 октября 1774 года командующий карательными войсками генерал-аншеф граф П. И. Панин и начальник секретных комиссий генерал-майор П. С. Потёмкин. Здесь впервые к Пугачёву применили пытки, в результате которых он оговорил себя и знакомых ему раскольников в наличии давних планов восстания. Позднее на следствии в Москве эти оговоры были опровергнуты. Вместе с тем и под пытками Пугачёв не признал, что к восстанию могли быть причастны иностранные государства или кто-либо из заговорщиков-дворян.
26 октября 1774 года Пугачёва отправили из Симбирска в Москву, конвой сопровождался ротой пехоты с несколькими пушками. Утром 4 ноября конвойная команда доставила Пугачёва в Москву, где он был помещён в подвале здания Монетного двора у Воскресенских ворот Китай-города. Вместе с Пугачёвым в Москву для проведения генерального следствия были доставлены все оставшиеся в живых пленённые участники восстания и все лица, упомянутые Пугачёвым на предыдущих допросах. Следствие велось особой следственной комиссией Тайной экспедиции Сената, главными в составе которой были московский губернатор генерал-аншеф князь М. Н. Волконский, обер-секретарь Тайной экспедиции С. И. Шешковский и генерал-майор П. С. Потёмкин. Императрица Екатерина II живо интересовалась ходом следствия, указывая направления, в которых должны вестись допросы. Она же была обеспокоена донесениями об ухудшении здоровья главных подследственных, передав послание следователям: «Весьма неприятно бы было её величеству, если бы кто из важных преступников, а паче злодей Пугачёв от какого изнурения умер и избегнул тем заслуженного по злым своим делам наказания, тем более, что П. С. Потёмкин по приезде в Москву гораздо слабее его нашёл против того, каков он из Симбирска был отправлен».

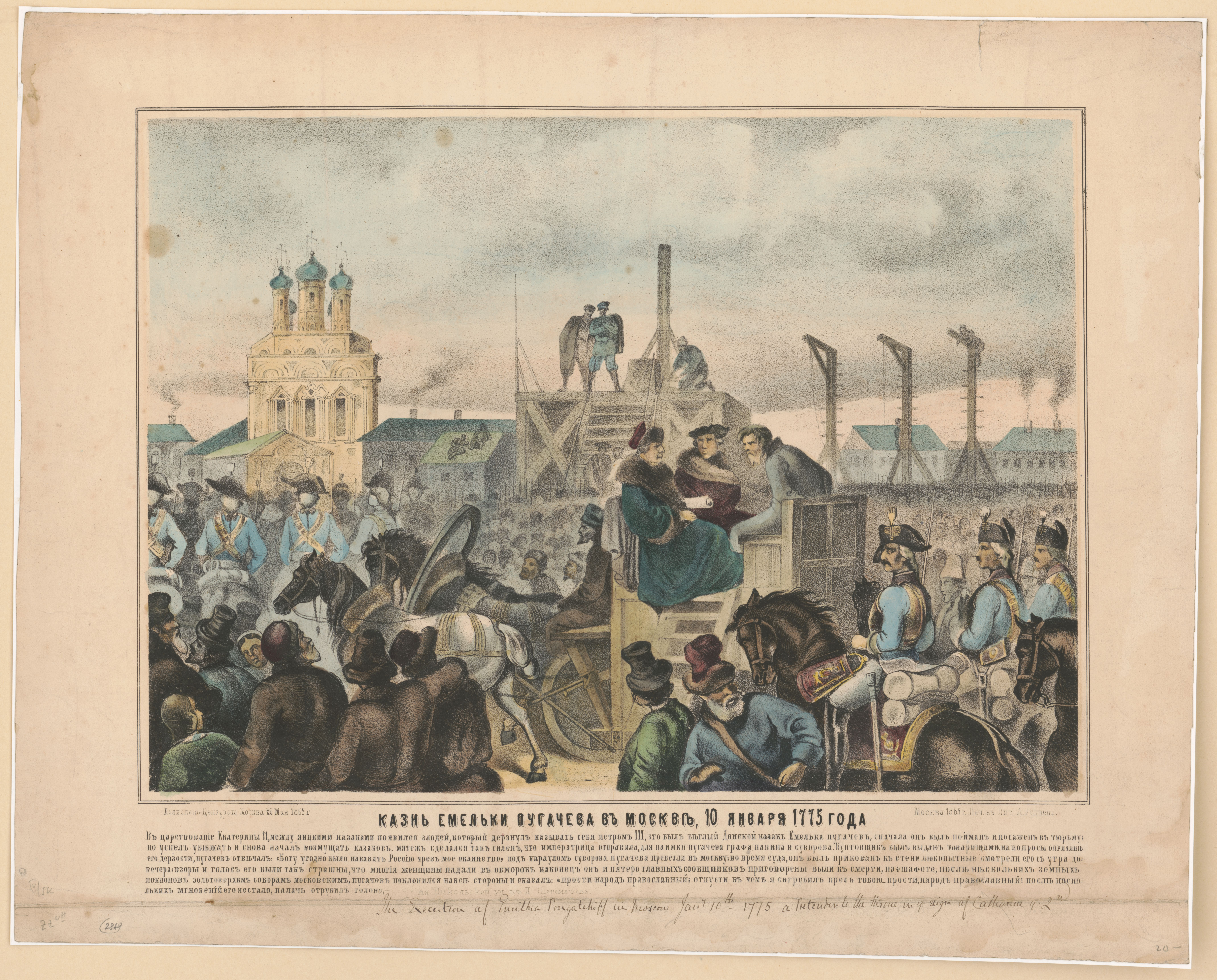
«Казнь Емельки Пугачёва в Москве». Литография (1865)

По окончании следствия манифестом Екатерины II от 19 декабря 1774 года был определён состав суда. Судьями были назначены 14 сенаторов, 11 «персон первых трёх классов», 4 члена Синода и 6 президентов коллегий. Наблюдать за проведением процесса был назначен генерал-прокурор Вяземский. Первое заседание суда состоялось 30 декабря в Тронном зале Кремлёвского дворца. Были оглашены и рассмотрены результаты следствия. 31 декабря 1774 года утром в суд был доставлен Пугачёв. Стоя на коленях, он ответил на заготовленные вопросы о признании своих преступлений, после чего суд принял решение: «Емельку Пугачёва четвертовать, голову воткнуть на кол, части тела разнести по четырём частям города и положить на колёса, а после на тех местах сжечь». Вместе с Пугачёвым к четвертованию был приговорён и Афанасий Перфильев. Ещё три человека — М. Шигаев, Т. Подуров и В. Торнов были приговорены к повешению, а И. Зарубин — к отсечению головы, причём Чику-Зарубина должны были казнить в Уфе, осаду которой он вёл. При этом члены суда духовного звания (Самуил, епископ Крутицкий, Геннадий, епископ Суздальский, архимандрит Новоспасского монастыря Иоанн и протопоп Преображенского полка Андрей), хотя и согласились с приговором, но воздержались от подписания окончательного его текста («сентенции»), так как приговором предусматривалась смертная казнь, а «поелику мы духовного чина, то к подписанию сентенции приступить не можем».
Приговор был приведён в исполнение 10 (21) января 1775 на Болотной площади. По рассказам современников (переданным, в частности, в пушкинской «Истории Пугачёва»), палач имел тайное указание от Екатерины II сократить мучения осуждённых, и Пугачёву с Перфильевым сначала отсекли головы и лишь потом четвертовали. Стоя на эшафоте, Пугачёв крестился на соборы, кланялся на все стороны и говорил: «Прости, народ православный, отпусти мне, в чём я согрешил перед тобой… прости, народ православный!» Через несколько минут отрубленная палачом голова была показана народу и оказалась на спице, остальные части тела — на колесе. Казнь Перфильева была последним официальным четвертованием в России.
После казни Пугачёва все его родственники сменили фамилию на Сычёв, станица Зимовейская переименована в Потёмкинскую.
Первую жену Пугачёва Софью Дмитриевну и детей Трофима, Аграфену и Христину, а также вторую жену — Устинью Петровну (Кузнецову) приговорили к содержанию в Кексгольмской крепости.

## Память

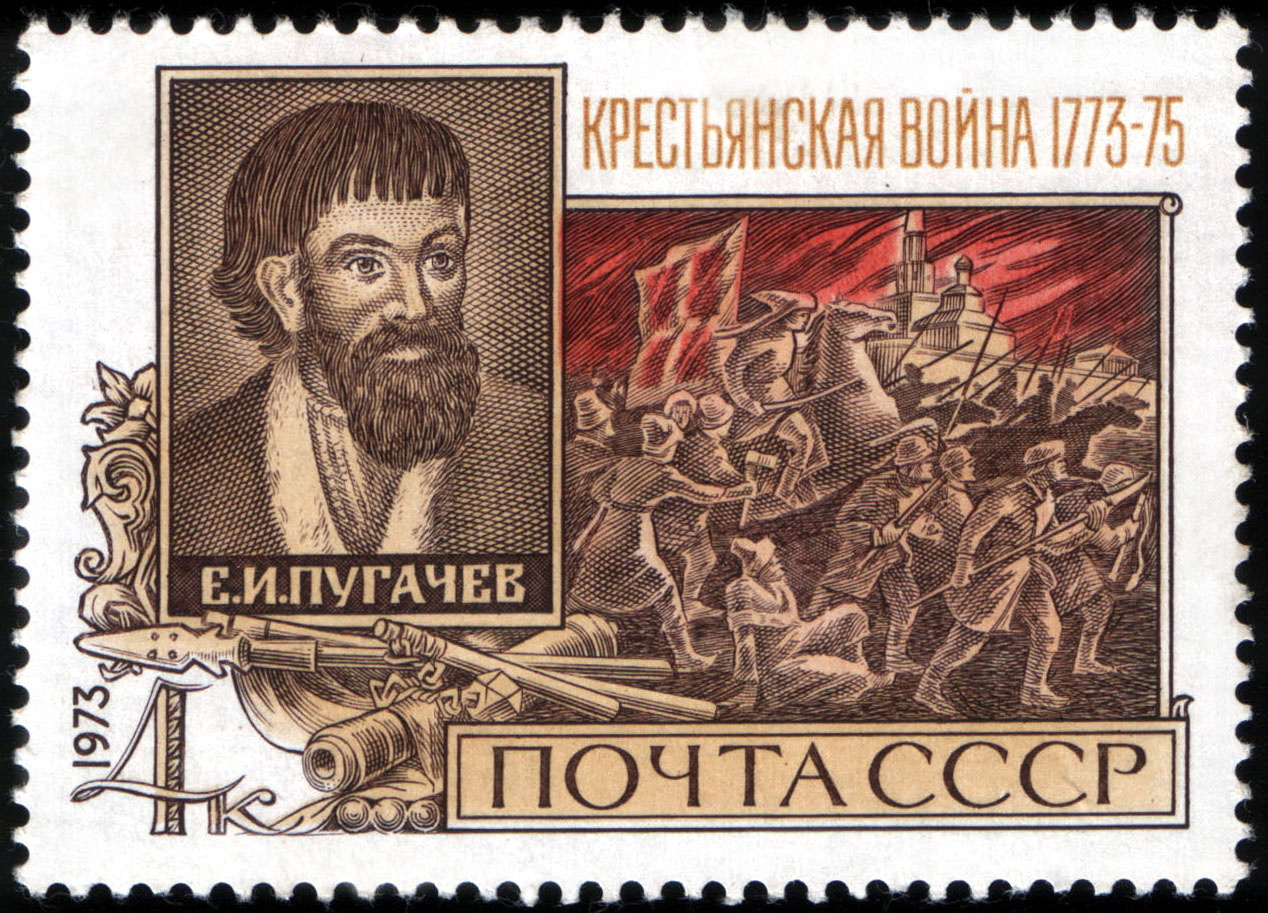
Почтовая марка СССР, посвящённая 200-летию Крестьянской войны 1773—1775 годов, Е. И. Пугачёв, 1973, 4 копейки (ЦФА 4282, Скотт 4125)

В Москве, в Ленинграде, во многих других городах СССР именем Пугачёва были названы улицы, колхозы, совхозы, школы.
- Дом-музей Емельяна Пугачёва в городе Уральске Республики Казахстан.
- город Пугачёв в Саратовской области.
- посёлок Пугачёво в Удмуртской республике.
- В Саранске в честь Е. Пугачёва установлен памятник.
- Дуб Пугачёва — дуб на территории массива «Кленовая Гора» национального парка Марий Чодра (Волжский район, Марий Эл). Согласно легенде, после поражения в битве с отрядом И. И. Михельсона под Казанью в 1774 году Емельян Пугачёв поднимался на крону этого дуба и оттуда наблюдал горящую Казань.
- Гора в городе Магнитогорске.
- Пугачёва гора на Южном Урале (Челябинская область).
- Пугачёвская горка в Челябинске.

Улицы, проспекты и площади
Улицы с названиями «Емельяна Пугачёва», «Пугачёва», «Пугачёвская» в городах:
- Санкт-Петербург
- Иркутск
- Йошкар-Ола
- Казань
- Орле (наименована 24.08.1938)[56]
- Калининград
- Каменск-Уральский
- Киев
- Краматорск
- Кунгур
- Луцк (переименована)
- Мартыновка
- Минск
- Москва: 1-я и 2-я Пугачёвская улица
- Пенза
- Салават
- Самара
- Саранск
- Саратов
- Тверь
- Ульяновск
- Херсон
- Армавир
- Волгоград
- Уфа
- Стерлитамак
- Октябрьский (Башкортостан)
- Вологда
- Вольск
- Магнитогорск
- Батайск
- Владимир
- Ковров
- Шебекино

Военные формирования
В годы Великой Отечественной войны имя Пугачёва присваивали себе партизанские отряды — в СССР, в Чехословакии, во Франции и в Югославии.
- Среди полков дивизии Чапаева был 1-й полк имени Емельяна Пугачёва, созданный из разрозненных отрядов Николаевского уезда и впоследствии развёрнутый в Пугачёвскую бригаду. В состав полка вошли отряды И. М. Плясункова, Ф. К. Потапова, С. К. Рязанцева, П. Ф. Баулина. Командиром полка был избран бывший батрак И. В. Топорков.
- В середине 1943 года бежавшими из гитлеровского плена капитаном А. Г. Емельяновым, майором Я. Т. Иликчаном и Ладиславом Сабо совместно с другими советскими военнопленными на территории Словакии был создан партизанский отряд имени Пугачёва.

## Живопись
- Симбирские портреты Емельяна Пугачёва
- «Суд Пугачёва», картина Василия Перова.

## Музыка и литература
- Капитанская дочка — роман А. С. Пушкина, 1836
- «Емельян Пугачёв» — поэма В. В. Каменского (1931).
- «Емельян Пугачёв» — оратория М. В. Коваля на текст одноименной поэмы В. Каменского (1936).
- «Емельян Пугачёв» — трехтомная эпопея Вячеслава Шишкова. Роман писался последние 7 лет жизни автора (1938-1945), остался незаконченным. В 1946 г. за него посмертно была присуждена Сталинская премия 1-й степени.
- Рок-опера «Емельян Пугачёв» — ВИА «Ариэль», музыка Валерия Ярушина, либретто Валерия Яшкина по мотивам поэмы Сергея Есенина «Пугачёв», 1978[57].
- «Казнь Пугачёва» — хоровая поэма Р. Щедрина, (1981 г.).
- Вокально-хореографический спектакль «Пугачёвъ» Государственного театра танца «Казаки России» (рук. нар.артист РФ Милованов, Леонид Петрович) по мотивам романа А. С. Пушкина «Капитанская дочка». Режиссёр-постановщик Е. Милованова, композитор А. Сергунин.
- Упоминается в сказе «Кошачьи уши» П. Бажова (1939 г.).
- Виктор Попов — Емельян Пугачёв («Детство Руси», 1990 г.).
- Дважды упоминается в песне «Тулупчик заячий» группы «Любэ» (альбом «Кто сказал, что мы плохо жили?..», 1992 г.):

По заснеженной белой обители

Вдаль кибитка по полю мчит.

Вас за то, что меня вы обидели

Емельян Пугачёв не простит.

- AnJ feat. U.D.O. — «Пугачёв» (2005[58]).

## Киновоплощения
- Сергей Борисов («Булат-Батыр», 1927)
- Борис Тамарин («Капитанская дочка», 1928)
- Константин Скоробогатов («Пугачёв», 1937)
- Михаил Болдуман («Салават Юлаев», 1941)
- Арут Вартан («Мюнхгаузен»/ Münchhausen, Германия, 1943)
- Амедео Наццари («Капитанская дочка», Италия, 1947)
- Ван Хефлин («Буря» / La tempesta[англ.], Италия, 1958)
- Сергей Лукьянов («Капитанская дочка», 1958)
- Джеймс Меллор («Великая Екатерина» / Great Catherine, Англия, 1968)
- Владимир Самойлов («Капитанская дочка», 1978)
- Евгений Матвеев («Емельян Пугачёв», 1978)
- Вольфганг Гесс[нем.] («Екатерина, обнажённая царица» / Katharina und ihre wilden Hengste, Германия, 1983)
- Джон Рис-Дэвис («Екатерина Великая» / Catherine the Great, 1995)
- Владимир Машков («Русский бунт», 1999)
- Иоанн Ионеску («Екатерина Великая» / Catherine the Great, Англия, 2005)
- Владимир Маслаков («Мушкетёры Екатерины», 2007)
- Ленар Ахметвалеев («Кинзя Абыз», 2007)
- Дмитрий Муляр («Государыня и разбойник», 2009)
- Пол Кэй («Екатерина Великая», Англия, 2019)
- Артур Иванов («Екатерина. Самозванцы», 2019)